# SuperCalc

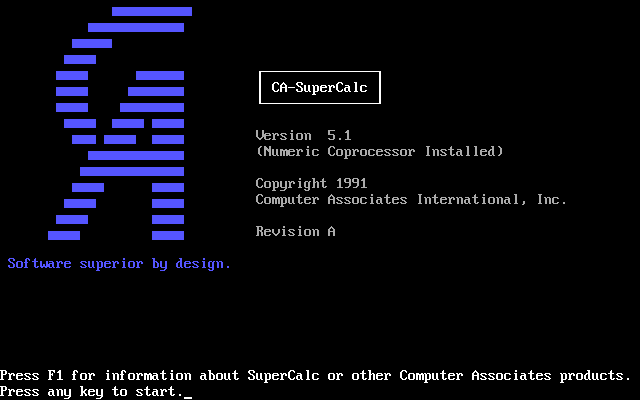
Supercalc 5

SuperCalc – arkusz kalkulacyjny opracowany na początku lat 80. Był jednym z pierwszych arkuszy kalkulacyjnych stworzony przez firmę Sorcim, pierwotnie dostarczany razem z edytorem WordStar w przenośnym komputerze Osborne 1. Jego wyróżniającą się cechą była zdolność do iteracyjnego obliczania wartości komórek, których wartości zależały od innych komórek – funkcję tę wprowadzono w Excelu dopiero 10 lat później.